# Martin Vlado
Martin Vlado (ur. 7 lutego 1959 w Koszycach) – słowacki poeta i prozaik.
W 1978 r. zdał maturę w swoim rodzinnym mieście. Ubiegał się o przyjęcie na studia medyczne, został jednak odrzucony. Kształcił się na Wydziale Metalurgii Wyższej Szkoły Technicznej. Krótko pracował jako sanitariusz w praskim szpitalu, a następnie był aspirantem w Katedrze Obróbki Plastycznej. Później został zatrudniony w Instytucie Metalurgii Eksperymentalnej Słowackiej Akademii Nauk. W 1988 r. obronił pracę dysertacyjną. W 1989 r. objął stanowisko dydaktyczne na Uniwersytecie Technicznym w Koszycach. Jego dorobek naukowy obejmuje ponad dwadzieścia prac, ogłoszonych w kraju i za granicą.
Jako poeta debiutował dopiero po roku 1989. Pierwsze wiersze publikował na łamach czasopism „Nove slovo” i „Dotyky”. Jego późniejsza twórczość ukazywała się m.in. w „Literárnym týždenníku”, „Ilúzii”, „Knižnej revue” i „Slovenskich pohľadach”.

## Twórczość
- Prskavky / Malé básne do tmy (1997)
- Kafedrála / Sen ortodoxného kávičkára (2000)
- Park Angelinum (2001)
- Muž oblačného dňa (2003)
- Insomnia (2003)
- Obnovovanie kvetu (2006)